# Jacobs River
La ville de Jacobs River est une localité de la West Coast située dans l'Île du Sud de la Nouvelle-Zélande.

## Situation
Elle est située juste au nord de la State Highway 6/S H 6, là où elle traverse le fleuve Jacobs. 
Bruce Bay (en) est à environ 7 km au sud-ouest, et la ville de Fox Glacier est, elle, à environ 40 km au nord-est par la route,.

## Église
Une petite église anglicane connue sous le nom de l'« église St Peter » fut construite près de la rivière Jacobs en 1931. 
Elle fut plus tard reprise par l'église catholique romaine à la suite du déclin de la congrégation anglicane, et renommée en « Notre Dame de la rivière ». 
Durant le cyclone Fehi (en) au début de l'année 2018, l'église fut détruite .

## Éducation
L'école la plus proche est située à Fox Glacier à la suite de la fermeture de celle de Jacobs River le 27 janvier 2013.